# Ревелл, Роджер
Роджер Ревелл (Roger Randall Dougan Revelle; 7 марта 1909, Сиэтл, Вашингтон — 15 июля 1991, Сан-Диего, Калифорния) — американский учёный, общественный деятель и деятель науки, океанолог, пионер климатологии и в частности изучения глобального потепления. Член НАН США (1957) и Американского философского общества (1960), доктор философии (1936), директор Scripps Institution of Oceanography (1950—1964), профессор Гарварда и Калифорнийского университета в Сан-Диего.
Лауреат премий Тайлера (1984) и Бальцана (1986), других наград.
Удостоен Национальной научной медали США (1990).

## Биография
Его отец имел гугенотские корни, а мать — ирландские.
Вырос в Калифорнии.
Изучал геологию в Pomona College (бакалавр, 1929), где учился с 1925 года, затем год провёл в Калифорнийском университете в Беркли у геолога George Louderback, после чего по рекомендации последнего в 1931 году попал в Scripps Institution of Oceanography. К 1936 году окончил свою диссертацию «Marine Bottom Samples Collected in the Pacific Ocean by the Carnegie on Its Seventh Cruise» — и защитил её в Калифорнийском университете. В том же году стал инструктором в Океанографическом институте им. Скриппса. Провёл год как постдок в Геофизическом институте в Бергене в Норвегии у Б. Хелланна-Хансена, откуда возвратился в 1937 году. За полгода до бомбардировки Перл-Харбора поступил на службу в ВМФ, которому посвятил семь лет, достиг звания коммандера. В 1948 году вернулся в SIO. Свердруп, директор Океанографического института им. Скриппса в 1936—1948 гг., видел в нём своего преемника, однако Ревелл имел оппозицию в коллективе института, и преемником Свердрупа стал Карл Эккарт, которого уже сменил на посту директора Р. Ревелл в 1950 году.
В 1964—1976 гг. директор Harvard Center for Population and Development Studies, первый на этом посту, до 1978 года также являлся именным профессором (Richard Saltonstall Professor) Гарварда.
В 1976 году возвратился в Калифорнийский университет в Сан-Диего в качестве профессора.
Президент Американской ассоциации содействия развитию науки (1974). Член Американской академии наук и искусств (1958).
В 1931 году женился на Эллен Кларк (Ellen Clark), внучатой племяннице E. W. Scripps и Ellen Browning Scripps.
Его имя носит корабль RV Roger Revelle (AGOR-24).
Его имя носит именная лекция Ocean Studies Board (OSB), читаемая с 1999 года. В его честь названа Медаль Роджера Ревелла, вручаемая Американским геофизическим союзом с 1992 года.

## Награды и отличия
- Медаль Александра Агассиза (1963)
- William Bowie Medal[англ.] (1968)
- Премия Тайлера (1984)
- Vannevar Bush Award (1984)
- Премия Бальцана (1986)[5]
- Национальная научная медаль США (1990)

Орден Совершенства (1964).